# 羿人
羿人（羿语：gau¹³），也稱羿子，是中國西南的一支未识别民族，目前未獲官方承認，大部份屬於漢族，少部分歸入仡佬族。

唐代以後，史書出現了對羿人的記述。據現有羿人族群的老人口傳，他們是由明洪武年間從湖北孝感麻城一帶調來鎮守的兵士和當地羿人婦女通婚的後代。羿人自稱gau¹³，接近普定新寨仡佬族自稱qau¹³。當地民族称他們爲“客”，彞族稱他們爲sa⁵⁵ phu³¹或ʂu⁵⁵ phu³¹，sa⁵⁵的意思是漢人，phu³¹的意思是仡佬，連起來就是漢仡佬，可以與羿人的口傳歷史相映證。

## 語言
原有本民族語言羿語，是侗台語系仡央语群的一種語言，羿人對它的漢語稱呼爲“鄉談”。貴州畢節的普宜區小河公社的何子秀是世界上有記錄的最後一個該語言的使用者，已經去世，但在1982年（何子秀當時已年近九十，年高耳聾）她重病時畢節地區及當時畢節縣民委對她的羿人語進行了搶救性調查，記錄下幾百個基本詞和一些簡單句子。

## 生活
主要生活在貴州省畢節市和四川古藺縣交界的大山之中，以從事農耕與畜牧為主。中华人民共和国成立前經濟文化落後，目前已獲得較大改善。政治生活上已經有本族群的人大代表和政協委員。

### 引用
1. 1 2  参见《仡佬語研究》第479頁